# تارا شارما
تارا شارما (به انگلیسی: Tara Sharma) (زاده ۱۱ ژانویه ۱۹۷۷) بازیگر هندی است.
از فیلم‌هایی که وی در آن نقش داشته است می‌توان به سرگرمی اشاره کرد.

## فیلم‌شناسی
فهرست برخی از فیلم‌هایی که تارا شارما در آنها به ایفای نقش پرداخته است:
- سرگرمی
- سه برادر
- راز: شروع دوباره
- اکثر
- داماد پیدا شد
- برداشت
- سایه
- خانه کوسلا